# Міністерство міжнародного співробітництва Єгипту
Міністерство міжнародного співробітництва Єгипту відповідає за економічне співробітництво та розвиток між Арабською Республікою Єгипет та арабськими державами, іноземними державами, міжнародними та регіональними організаціями. Воно також сприяє економічному та соціальному розвитку в Єгипті.
Штаб-квартира знаходиться в Каїрі.